# 貝爾蒙特市
貝爾蒙市乃澳大利亞西澳府城－伯斯大都會內的一個地方政府，位於天鵝河以南，與市中心相距5公里。貝爾蒙市轄境有39.8平方公里，市內道路建設達225公里長，是伯斯機場所在地，佔市轄境的33.7%。2008年，貝爾蒙有居民33,500人。

## 姊妹市
- 日本東京都足立區（1984年10月1日）[2]

## 外部連結
- 貝爾蒙市政府官方網站 （页面存档备份，存于）